# سرزمین عادات ثابت
سرزمین عادات ثابت یا سرزمین عادت‌های پایدار (به انگلیسی: The Land of Steady Habits) فیلمی محصول سال ۲۰۱۸ و به کارگردانی نیکول هولوفکنر است. در این فیلم بازیگرانی همچون بن مندلسون، ادی فالکو، توماس مان، کانی بریتون، الیزابت مارول، مایکل گستن، چارلی تاهان، بیل کمپ، جاش پایس، ناتالی گلد و ویکتور ویلیامز ایفای نقش کرده‌اند.